# Fronteira das Almas
Fronteira das Almas é um filme brasileiro de 1987, do gênero drama, dirigido e escrito por Hermano Penna. O filme é baseado nas desigualdades do sistema agrário do país, mostrando as dificuldades de produtores rurais do interior de Rondônia.

## Sinopse
Cassiano ganha um pequeno pedaço de terra com floresta virgem em um projeto de colonização em Rondônia, porém não consegue cultivá-la pelas dificuldades financeiras. Junto com um grupo de pessoas, decide tomar de conta das terras, enfrentando todos os tipos de problemas, como as dificuldades geográficas e a epidemia de malária. Enquanto isso, seu irmão Tião, vuve em uma comunidade ocupada sob constantes ataques de grileiros armados e sanguinários. Nesse clima de tensão, as condições de sobrevivência tornam-se cada vez mais difíceis.

## Elenco
- Antônio Leite ... Cassiano
- Suzana Gonçalves ... Dalvina
- Fernando Bezerra ... Tião
- Marcélia Cartaxo ... Luciana
- Orlando Vieira ... Genésio
- Joel Barcellos
- Wilson Melo
- Ilva Niño
- Cláudio Mamberti
- Manfredo Bahia

## Produção
O filme foi gravado na cidade de Ji-Paraná, distrito de Nova Londrina, no interior de Rondônia.

## Principais prêmios e indicações
- 1987 - Rio Cine Festival

Melhor Roteiro para Hermano Penna
Melhor Montagem para Laércio Silva
Melhor Som para Mário Masetti
- 1987 - Festival de Brasília

Melhor Atriz Coadjuvante para Marcélia Cartaxo 
Prêmio especial do júri de melhor filme.